# ФК «Ювентус» у сезоні 1938—1939
ФК «Ювентус» у сезоні 1938—1939 — сезон італійського футбольного клубу «Ювентус».

## Склад команди
| № | Поз. | Нац.   | Гравець             |
| - | ---- | ------ | ------------------- |
|   | ВР   | Італія | Уго Аморетті        |
|   | ВР   | Італія | Альфредо Бодойра    |
|   | ЗХ   | Італія | П'єтро Рава         |
|   | ЗХ   | Італія | Альфредо Фоні       |
|   | ЗХ   | Італія | Джованні Варльєн    |
|   | ПЗ   | Італія | Карло Бускалья      |
|   | ПЗ   | Італія | Маріо Варльєн       |
|   | ПЗ   | Італія | Теобальдо Депетріні |
|   | ПЗ   | Італія | Луїс Монті          |

| № | Поз. | Нац.   | Гравець              |
| - | ---- | ------ | -------------------- |
|   | НП   | Італія | Савіно Белліні       |
|   | НП   | Італія | Феліче Борель        |
|   | НП   | Італія | Луїджі Бузідоні      |
|   | НП   | Італія | Гульєльмо Габетто    |
|   | НП   | Італія | Джордж Джиаретта     |
|   | НП   | Італія | Лодовіко Де Філіппіс |
|   | НП   | Італія | Ренато Марчіаро      |
|   | НП   | Італія | Енріко Сантія        |
|   | НП   | Італія | Ернесто Томазі       |

## Чемпіонат Італії

### Підсумкова турнірна таблиця
|                         |     | Турнірна таблиця 1938—1939 | О  | І  | В  | Н  | П  | М+ | М- |
| ----------------------- | --- | -------------------------- | -- | -- | -- | -- | -- | -- | -- |
| Вийшов до Кубка Мітропи | 1.  | «Болонья»                  | 42 | 30 | 16 | 10 | 4  | 53 | 31 |
|                         | 2.  | «Торіно»                   | 38 | 30 | 14 | 10 | 6  | 45 | 34 |
| Вийшов до Кубка Мітропи | 3.  | «Амброзіана-Інтер»         | 37 | 30 | 14 | 9  | 7  | 55 | 37 |
|                         | 4.  | «Дженова 1893»             | 35 | 30 | 14 | 7  | 9  | 53 | 30 |
|                         | 5.  | «Рома»                     | 31 | 30 | 14 | 3  | 13 | 39 | 35 |
|                         | 6.  | «Лігурія»                  | 31 | 30 | 12 | 7  | 11 | 35 | 34 |
|                         | 7.  | «Наполі»                   | 31 | 30 | 10 | 11 | 9  | 30 | 35 |
|                         | 8.  | «Ювентус»                  | 29 | 30 | 8  | 13 | 9  | 28 | 34 |
|                         | 9.  | «Мілан»                    | 28 | 30 | 10 | 8  | 12 | 36 | 34 |
|                         | 10. | «Лаціо»                    | 28 | 30 | 11 | 6  | 13 | 33 | 40 |
|                         | 11. | «Барі»                     | 27 | 30 | 9  | 9  | 12 | 33 | 46 |
|                         | 12. | «Новара»                   | 26 | 30 | 9  | 8  | 13 | 27 | 32 |
|                         | 13. | «Модена»                   | 25 | 30 | 8  | 9  | 13 | 32 | 40 |
|                         | 14. | «Трієстіна»                | 24 | 30 | 7  | 10 | 13 | 23 | 28 |
| Вибув до Серії B        | 15. | «Ліворно»                  | 24 | 30 | 9  | 6  | 15 | 40 | 49 |
| Вибув до Серії B        | 16. | »Луккезе-Лібертас"         | 24 | 30 | 7  | 10 | 13 | 31 | 54 |

## Кубок Мітропи
| 1/8 перший матч 26 червня 1938 | Хунгарія           | 3:3        | Ювентус                              | Будапешт                                                    |  |
| 18:00 CET | Кардош 47' 58' 87' | (протокол) | Габетто 26' Бузідоні 36' Белліні 40' | Стадіон: "Хунгарія Керут" Глядачі: 14 000 Суддя: Леон Вогль |  |
| Хунгарія: Анталь Сабо, Карой Кіш, Шандор Біро, Густав Шебеш (к), Йожеф Турай, Янош Дудаш, Ференц Шаш, Ласло Чех, Іштван Кардош, Гайнріх Мюллер, Геза Сабо, тренер: Альфред Шаффер Ювентус: Альфредо Бодойра, Альфредо Фоні, П'єтро Рава, Теобальдо Депетріні, Луїс Монті, Маріо Варльєн (к), Савіно Белліні, Лодовіко Де Філіппіс, Гульєльмо Габетто, Карло Бускалья, Луїджі Бузідоні, тренер: Вірджиніо Розетта |                    |            |                                      |                                                             |  |

| 1/8 другий матч 3 липня 1938 | Ювентус                                                                     | 6:1        | Хунгарія   | Турин                                                     |  |
| 17:00 CET | Бускалья 3' (пен.) 28' Бузідоні 39' Де Філіппіс 42' Белліні 62' Габетто 84' | (протокол) | Кардош 67' | Стадіон: "Беніто Муссоліні" Глядачі: 8000 Суддя: Ян Бізик |  |
| Ювентус: Уго Аморетті, Альфредо Фоні, П'єтро Рава, Теобальдо Депетріні, Луїс Монті, Маріо Варльєн (к), Савіно Белліні, Лодовіко Де Філіппіс, Гульєльмо Габетто, Карло Бускалья, Луїджі Бузідоні, тренер: Вірджиніо Розетта Хунгарія: Анталь Сабо, Карой Кіш, Шандор Біро, Густав Шебеш (к), Йожеф Турай, Янош Дудаш, Ференц Шаш, Ласло Чех, Іштван Кардош, Гайнріх Мюллер, Геза Сабо, тренер: Альфред Шаффер |                                                                             |            |            |                                                           |  |

| 1/4 перший матч 10 липня 1938 | Ювентус                                          | 4:2        | Кладно              | Турин                                                      |  |
| 17:00 CET | Бузідоні 5' Томазі 40' Монті 85' Де Філіппіс 86' | (протокол) | Клоз 24' Зайдль 30' | Стадіон: Беніто Муссоліні Глядачі: 8000 Суддя: Арпад Кляйн |  |
| Ювентус: Уго Аморетті, Альфредо Фоні, П'єтро Рава, Теобальдо Депетріні, Луїс Монті, Маріо Варльєн (к), Савіно Белліні, Лодовіко Де Філіппіс, Гульєльмо Габетто, Ернесто Томазі, Луїджі Бузідоні, тренер: Вірджиніо Розетта Кладно: Карел Тихий, Емануель Шмейкаль, Франтішек Кусала, Франтішек Бенеш, Вацлав Сватонь, Вацлав Новий, Войтех Рашплічка, Франтішек Клоз (к), Ян Зайдль, Йозеф Юнек, Карел Седлицький, тренер: Карел Краус |                                                  |            |                     |                                                            |  |

| 1/4 другий матч 17 липня 1938 | Кладно  | 1:2        | Ювентус         | Кладно                                                                  |  |
| 15:00 CET | Клоз 7' | (протокол) | Габетто 38' 89' | Стадіон: стадіон Кладно Глядачі: 15 000 Суддя: Діонісі-Ніколає Ксіфандо |  |
| Кладно: Карел Тихий, Емануель Шмейкаль, Франтішек Кусала, Франтішек Бенеш, Вацлав Сватонь, Вацлав Новий, Войтех Рашплічка, Франтішек Клоз (к), Ян Зайдль, Йозеф Юнек, Карел Седлицький, тренер: Карел Краус Ювентус: Уго Аморетті, Альфредо Фоні, П'єтро Рава, Теобальдо Депетріні, Луїс Монті, Маріо Варльєн (к), Савіно Белліні, Лодовіко Де Філіппіс, Гульєльмо Габетто, Ернесто Томазі, Луїджі Бузідоні, тренер: Вірджиніо Розетта |         |            |                 |                                                                         |  |

| 1/2 перший матч 24 липня 1938 | Ювентус                                 | 3:2        | Ференцварош    | Турин                                                     |  |
| 17:00 CET | Де Філіппіс 30' Бускалья 35' Томазі 60' | (протокол) | Шароші 44' 63' | Стадіон: Беніто Муссоліні Глядачі: 11 000 Суддя: Ян Бізик |  |
| Ювентус: Уго Аморетті, Альфредо Фоні, П'єтро Рава, Теобальдо Депетріні, Луїс Монті, Маріо Варльєн (к), Карло Бускалья, Лодовіко Де Філіппіс, Гульєльмо Габетто, Ернесто Томазі, Луїджі Бузідоні, тренер: Вірджиніо Розетта Ференцварош: Йожеф Хада, Шандор Татраї, Лайош Кораньї, Бела Магда, Дьюла Полгар, Дьюла Лазар, Міхай Танкош, Дьюла Кішш, Дьордь Шароші (к), Геза Тольді, Тібор Кемень, тренер: Дьордь Главай |                                         |            |                |                                                           |  |

| 1/2 другий матч 31 липня 1938 | Ференцварош              | 2:0        | Ювентус | Будапешт                                            |  |
| 17:15 CET | Д. Шароші 76' Кемень 85' | (протокол) |         | Стадіон: Іллеї ут Глядачі: 33 000 Суддя: Леон Вогль |  |
| Ференцварош: Йожеф Хада, Шандор Татраї, Дьюла Полгар, Бела Магда, Бела Шароші, Дьюла Лазар, Міхай Танкош, Дьюла Кішш, Дьордь Шароші (к), Геза Тольді, Тібор Кемень, тренер: Дьордь Главай Ювентус: Уго Аморетті, Альфредо Фоні, П'єтро Рава, Джованні Варльєн, Луїс Монті, Маріо Варльєн (к), Лодовіко Де Філіппіс, Теобальдо Депетріні, Луїджі Бузідоні, Ернесто Томазі, Карло Бускалья, тренер: Вірджиніо Розетта |                          |            |         |                                                     |  |

## Товариські матчі
- 07.09.1938, Збірна Голландії — «Ювентус» — 1-1
- 23.10.1938, «Новара» — «Ювентус» — 3-0
- 04.12.1938, «Салуццо» — «Ювентус» — 1-6
- 26.03.1939, «Ювентус» — «Чунео» — 9-0